# Cattedrale della Santissima Trinità (Parigi)
La cattedrale della Santissima Trinità (in francese: Cathédrale de la Sainte-Trinité), anche conosciuta come Cattedrale Americana di Parigi (in francese: Cathédrale américaine de Paris), è la cattedrale della Convocazione delle Chiese episcopali in Europa della Chiesa episcopale degli Stati Uniti d'America. Si trova nel centro di Parigi, non lontano dalla Senna, sull'avenue George V dell'VIII arrondissement.
L'edificio e la sua torre campanaria, così come la galleria coperta lungo la sua facciata sud, sono state registrate come monumento storico con un decreto del 27 agosto 1997.
Non deve essere confusa con la Chiesa americana a Parigi.

## Storia
La sua costruzione, in stile neogotico, ebbe inizio nel 1881 su progetto dell'architetto inglese George Edmund Street; la cattedrale fu consacrata il 25 novembre 1886, Giorno del ringraziamento, pur divenendo cattedrale solo nel 1922. Le 42 vetrate della chiesa furono realizzate dal vetraio James Bell tra il 1883 e il 1893.
La cattedrale fu poi completata dal campanile costruito tra il 1904 e il 1906 su progetto di Arthur Edmund Street, figlio dell'architetto originale, morto nel frattempo; quindi nel 1911 fu aggiunto un presbiterio progettato dall'architetto Pett; infine, nel 1923, fu costruito un memoriale dedicato ai soldati statunitensi morti durante la prima guerra mondiale.
La cattedrale appare nel dipinto Après l'Office à l'Église de la Sainte-Trinité, Noël 1890 ("Dopo il servizio nella Chiesa della Santissima Trinità,  Natale 1890") di Jean Béraud.

## Descrizione
La cattedrale della Santissima Trinità è in stile neogotico.

### Esterno

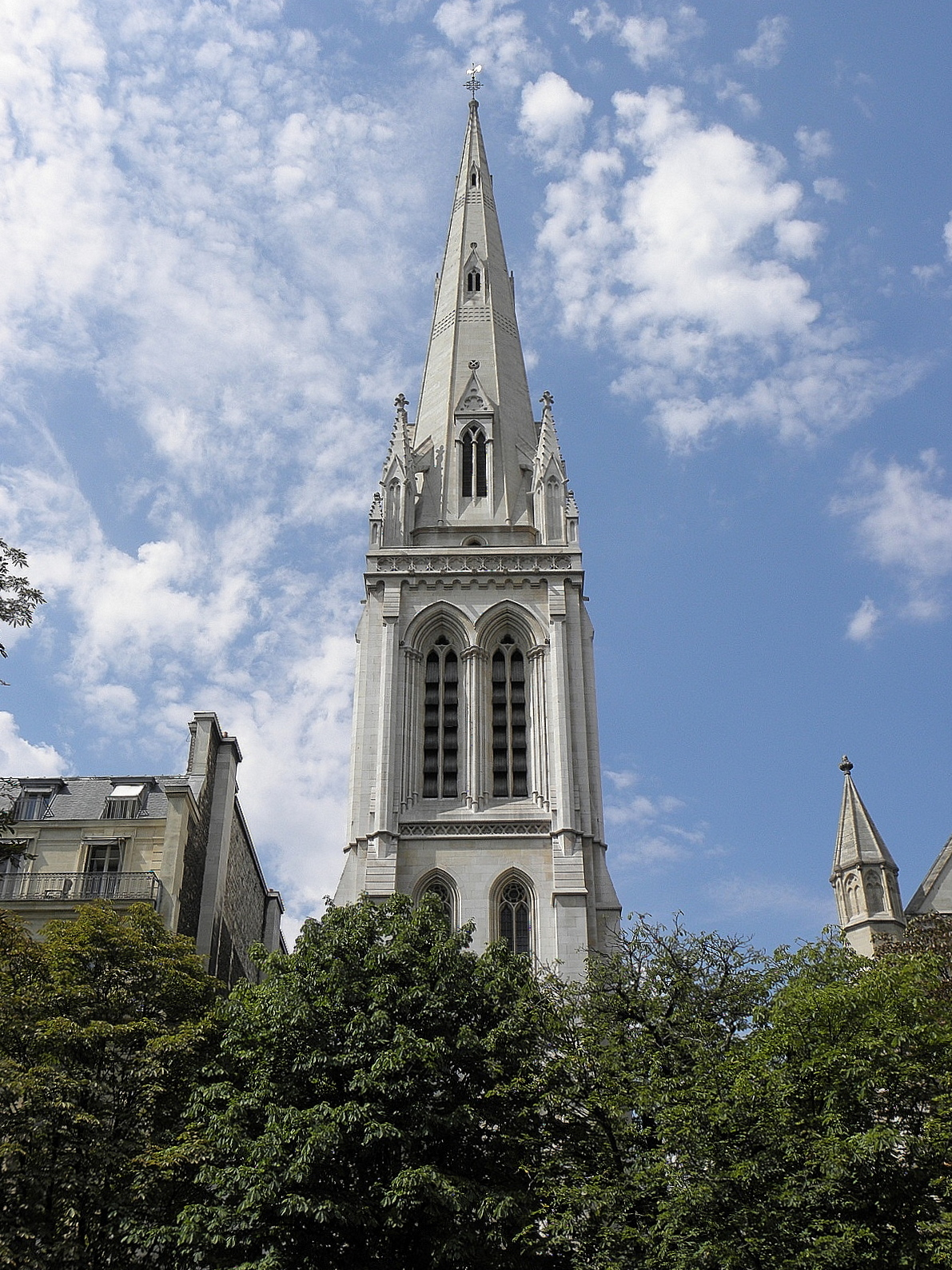
Il campanile

La facciata principale della cattedrale dà sull'avenue George V; a salienti, è caratterizzata dalla mancanza di un portale ed è cinta da una cancellata in ferro battuto. Il settore centrale è delimitato da due contrafforti, ognuno dei quali è sormontato da una guglia ottagonale. In corrispondenza della navata centrale, si apre una grande polifora con una suddivisione interna in due trifore ed una monofora; nel timpano triangolare che corona la facciata, vi è un rosone circolare. In corrispondenza di ciascuna delle due navate laterali, invece, si apre una trifora.
Alla sinistra della facciata, ad essa appoggiata, vi è la torre campanaria, costruita tra il 1904 e il 1906 su progetto dell'architetto Arthur Edmund Street. Essa è costituito quattro ordini: in quello inferiore si apre il portale strombato che costituisce l'accesso principale della chiesa; il secondo e il terzo, su ciascuna delle quattro facciate, presenta due alte bifore affiancate; il quarto, invece, corrisponde alla cella campanaria ed anch'esso presenta, su ciascuna delle quattro facciate, due bifore affiancate. La torre è sormontata da un'alta guglia a pianta ottagonale.
La facciata posteriore della chiesa, che dà sull'Impasse du Docteur Jacques Bertillon, è del 1911 e presenta lo stesso schema della facciata principale, con la differenza che, al posto della polifora centrale, vi sono tre alte monofore.

### Interno

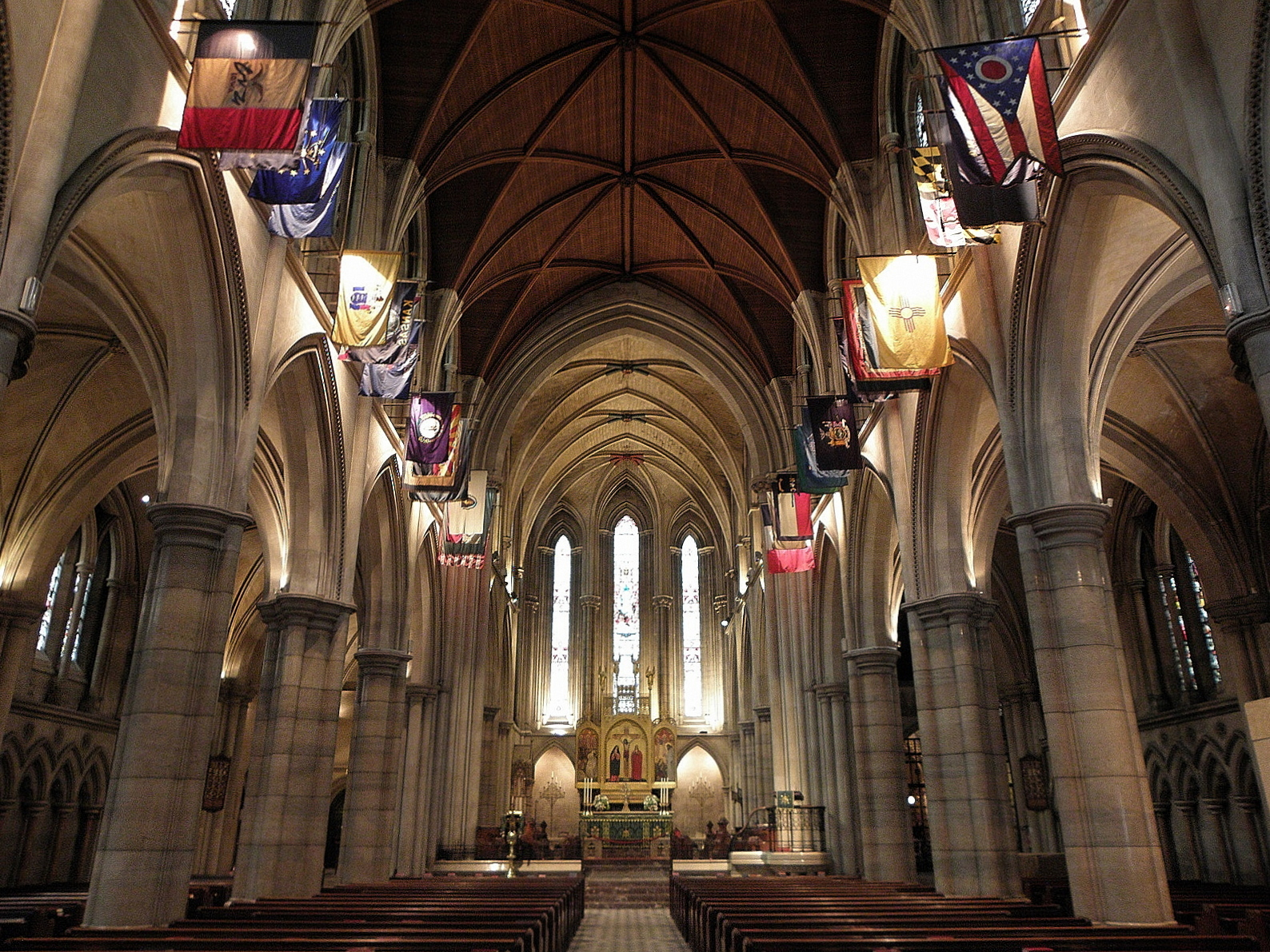
Interno

L'interno della cattedrale della Santissima Trinità è a tre navate di sei campate ciascuna e separate da due file di archi a sesto acuto poggianti su colonne in blocchi di marmo.
Le navate laterali sono coperte con volta a crociera e, sulle pareti, presentano, in basso, una decorazione ad archi ciechi ogivali (quattro per campata) poggianti su semicolonnine marmoree e, in quella superiore, una serie di bifore (una per campata). La navata centrale, invece, è coperta con una particolare volta a botte lunettata ogivale in legno. Le pareti laterali seguono il seguente schema: in basso, gli archi di comunicazione con le navate laterali; sopra di essi il triforio cieco sormontato dal cleristorio, costituito da bifore (una per lato in ogni campata). Le vetrate alle finestra sono opera del vetraio James Bell, che le realizzò tra il 1883 e il 1893 sul tema del Te Deum.

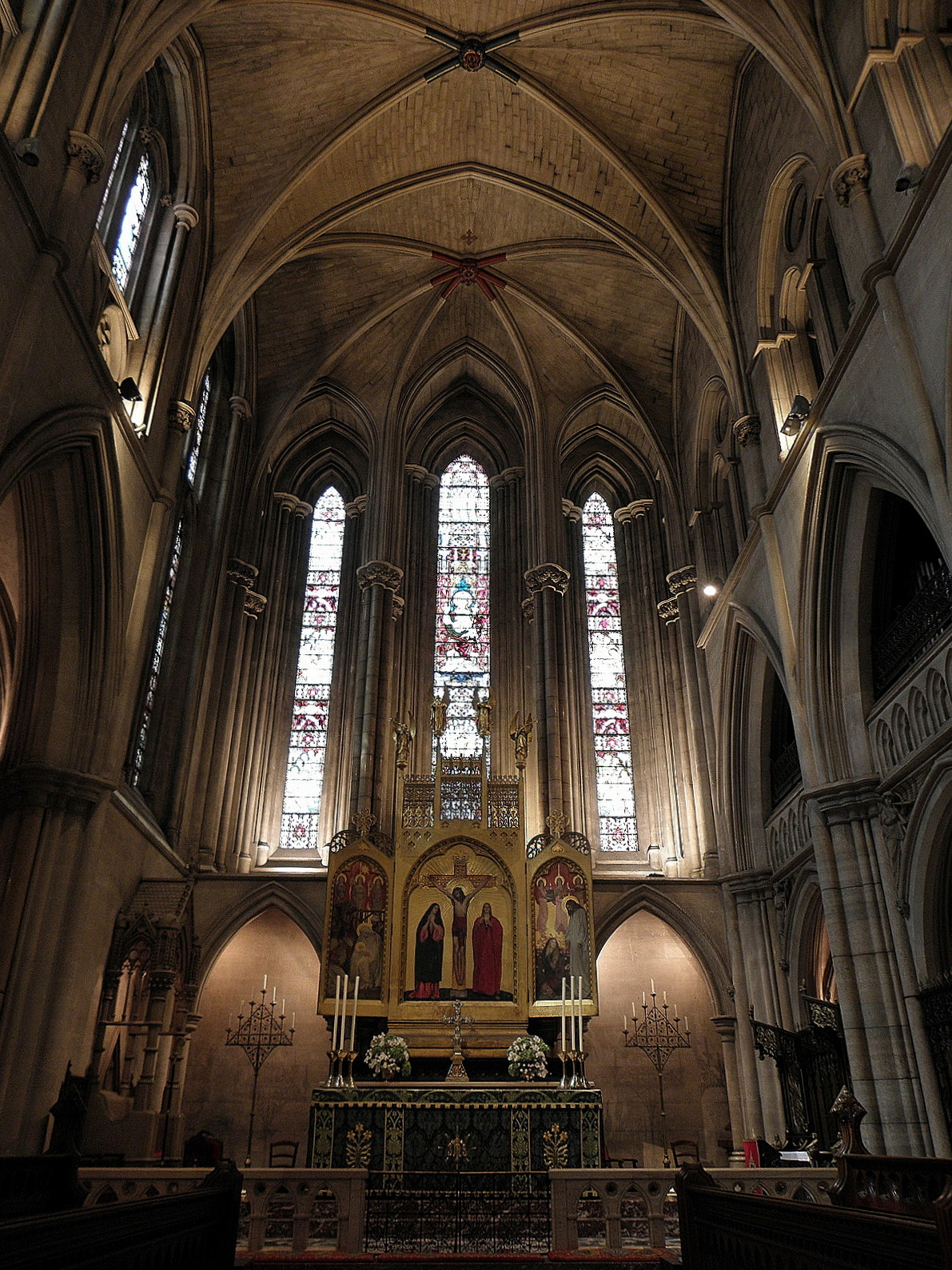
Il presbiterio e l'altare maggiore

Il presbiterio è stato costruito nel 1911 e continua lo schema delle tre navate con tre ulteriori campate per ciascuna. La differenza principale tra lo schema della navata centrale e quello della navata centrale dell'abside è, oltre all'assenza del soffitto ligneo, che nell'abside è sostituito da una comune volta a crociera, una forte asimmetria tra le pareti con, sul lato destro, un cleristorio costituito da bifore cieche e l'assenza del triforio, e sul lato sinistro un cleristorio costituito da bifore aperte ed un triforio cieco appena accennato.
Il presbiterio vero e proprio è delimitato da una balaustra in ferro battuto situata sotto l'arco absidale, affiancata, sulla destra, dal pulpito; oltre la balaustra vi sono gli stalli lignei del coro. L'area dell'altare è delimitata da una seconda balaustra, questa in marmo. A ridosso della parete fondale, vi è l'altare maggiore, con trittico su fondo oro, in stile preraffaellita. Opera del pittore statunitense Edwin A. Abbey, raffigura, al centro, Gesù in croce tra la Madonna e Giovanni Evangelista, a sinistra la Natività di Gesù e, a destra, Gesù Risorto appare a Maria di Magdala. Alla sinistra dell'altare vi è la cattedra vescovile in marmo, con elaborato baldacchino neoromanico sorretto da quattro colonne.
Fra le opere custodite nella chiesa, vi sono il fonte battesimale marmoreo e il Trittico della cappella dei Martiri, opera del Maestro di Roussilion (XV secolo). In fondo alla navata di destra, vi è l'altare di san Paolo, in marmo.

### Organo a canne
Il grande organo a canne della cattedrale è frutto della ricostruzione di Bernard Dargassies (1992) di un precedente organo Cavaillé-Coll del 1887, a sua volta più volte restaurato ed ampliato, che è stato unito, nel 1992, all'organo del coro, costruito nel 1970.
Lo strumento attuale è a trasmissione integralmente elettrica, con consolle indipendente nella navata, ed è costituito da due corpi: uno sulla cantoria in controfacciata, uno sulla cantoria in fondo alla navata laterale di destra (ex organo del coro), sopra la cappella di San Paolo. I suoi 80 registri, per un totale di 5206 canne, sono distribuiti sulle quattro tastiere, di 61 note ciascuna, e la pedaliera, di 32 note. La cassa, in stile moderno, presenta due torri laterali ed è caratterizzata dall'alternanza di curve e spigoli.

## Metropolitana
La stazione del Metrò più vicina è Alma - Marceau della linea , poco più di un paio di isolati a sud lungo l'avenue George V.

## Galleria d'immagini

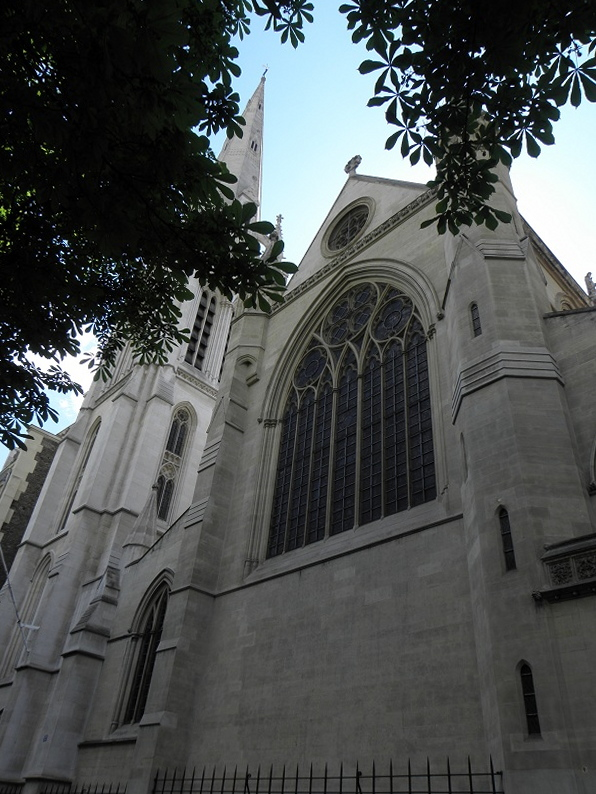
Scorcio della facciata principale
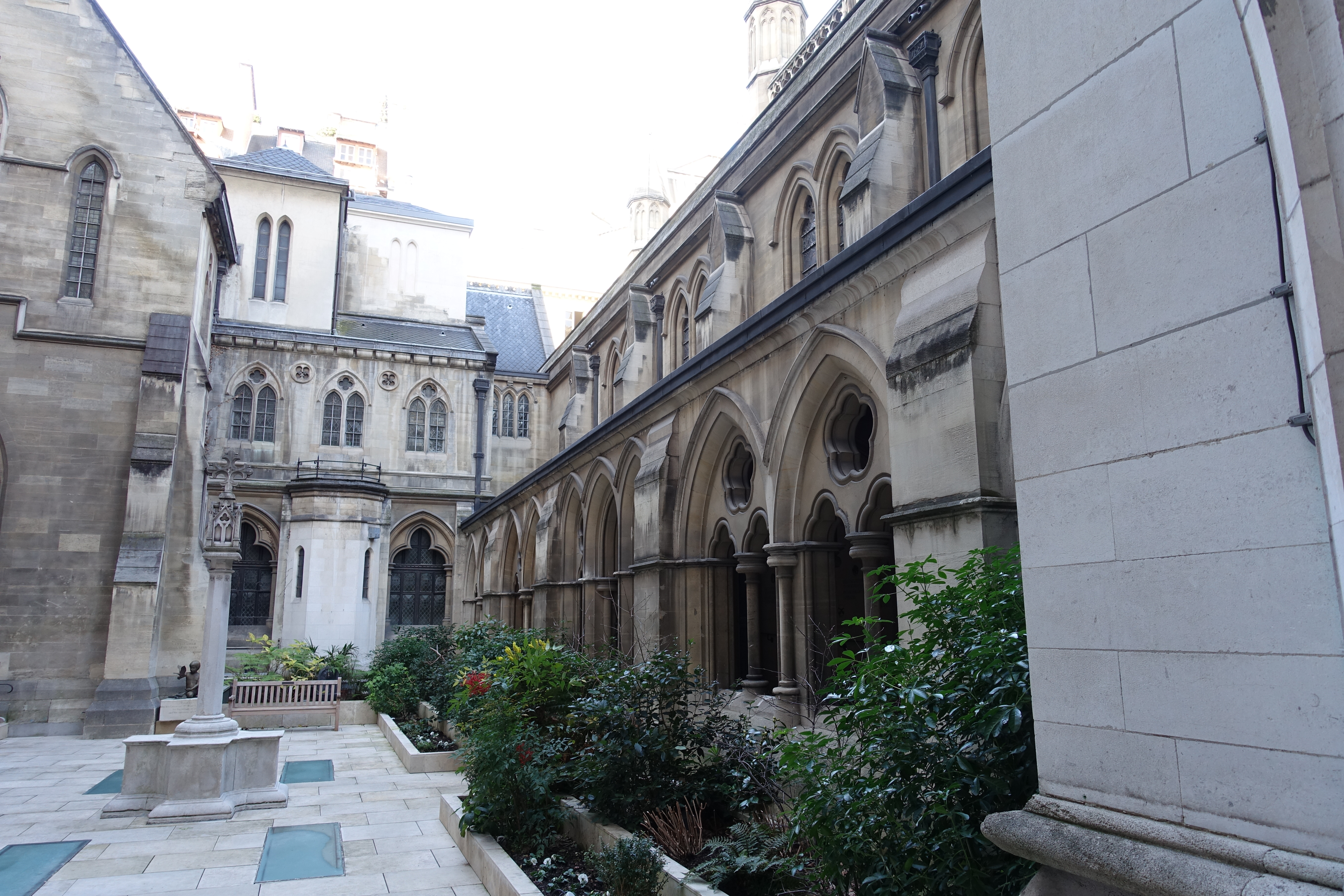
Fianco sinistro
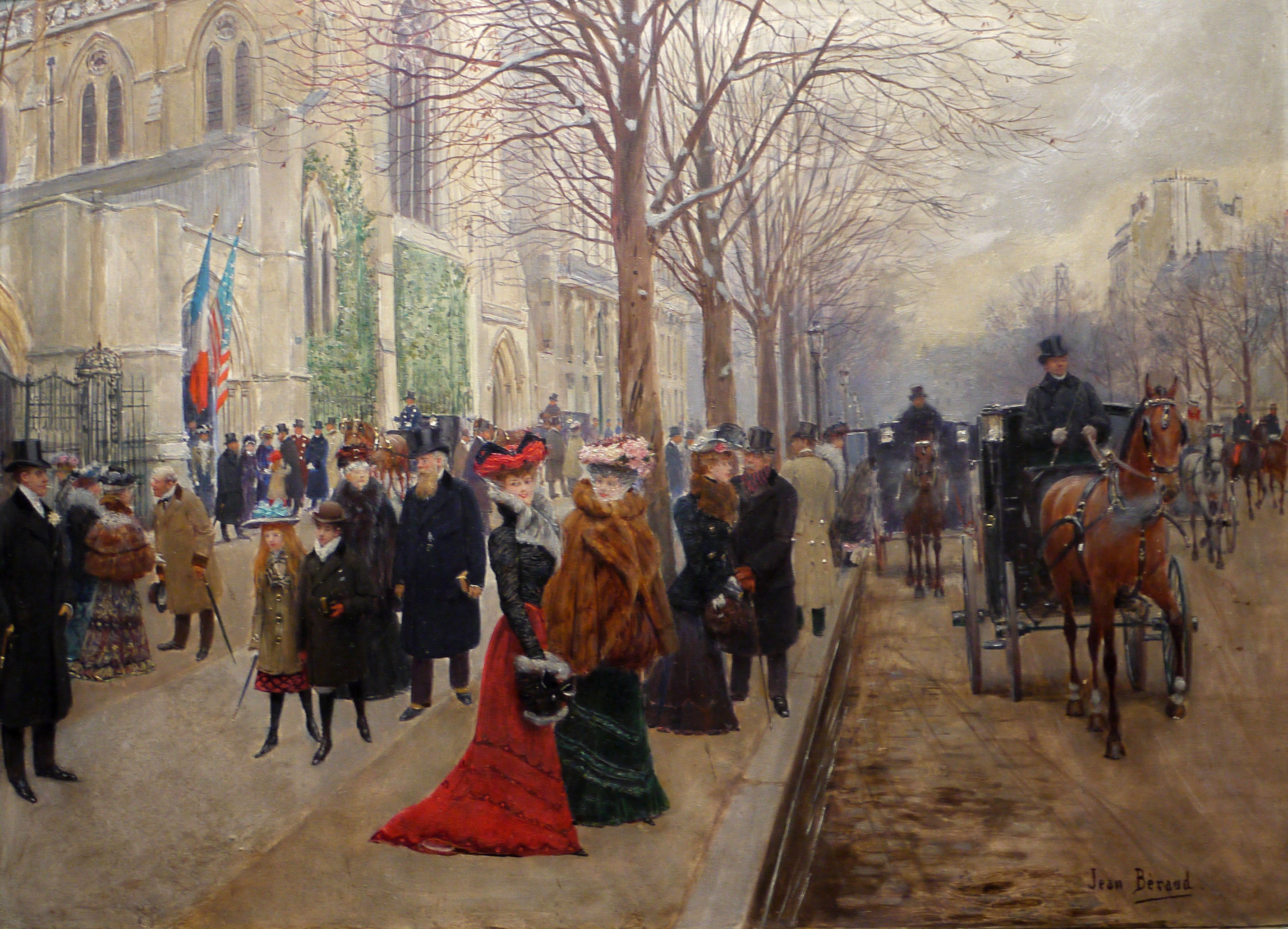
Jean Béraud, Après l'Office à l'Église de la Sainte-Trinité, Noël 1890 (1900)
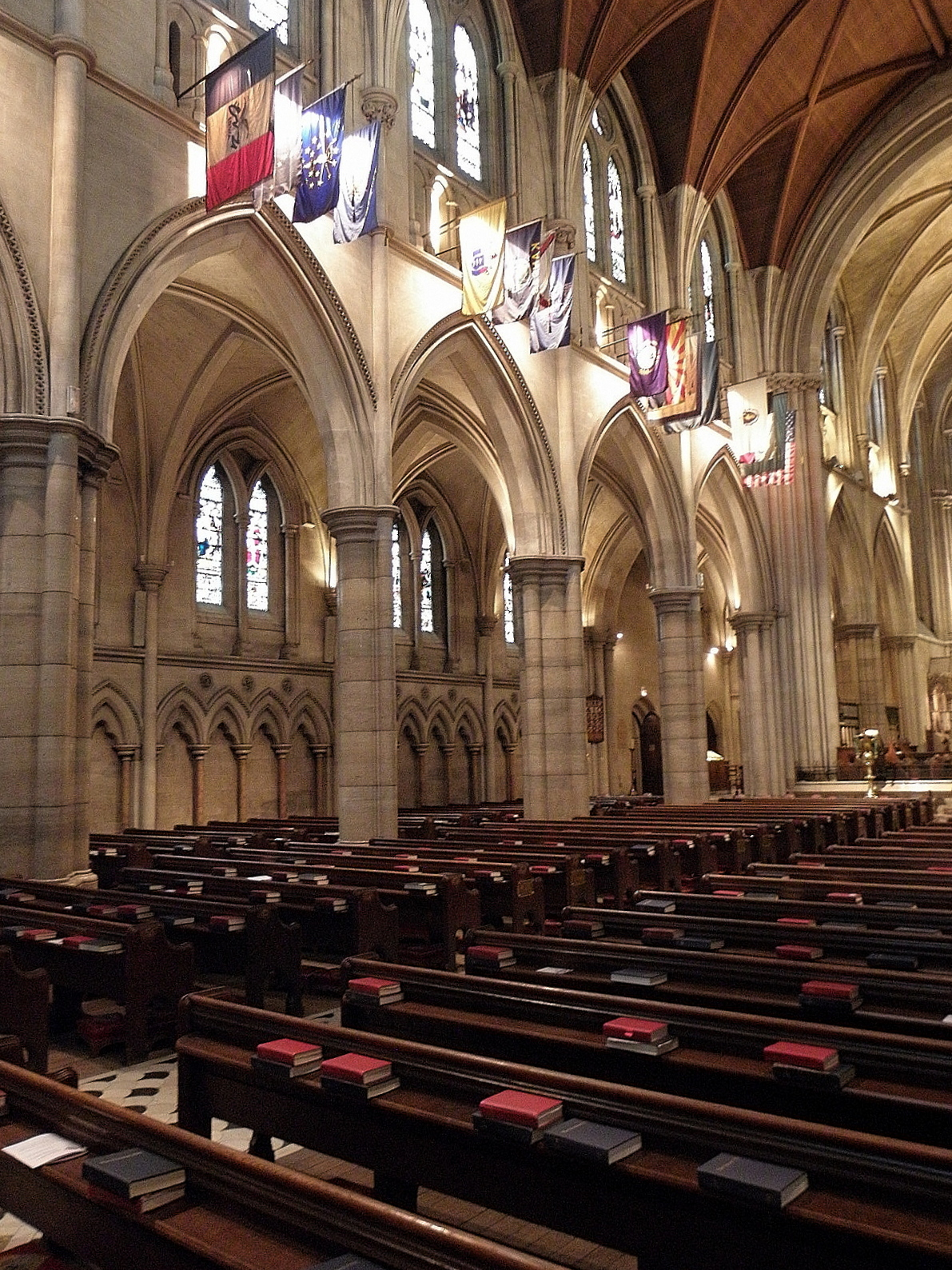
Scorcio dell'interno
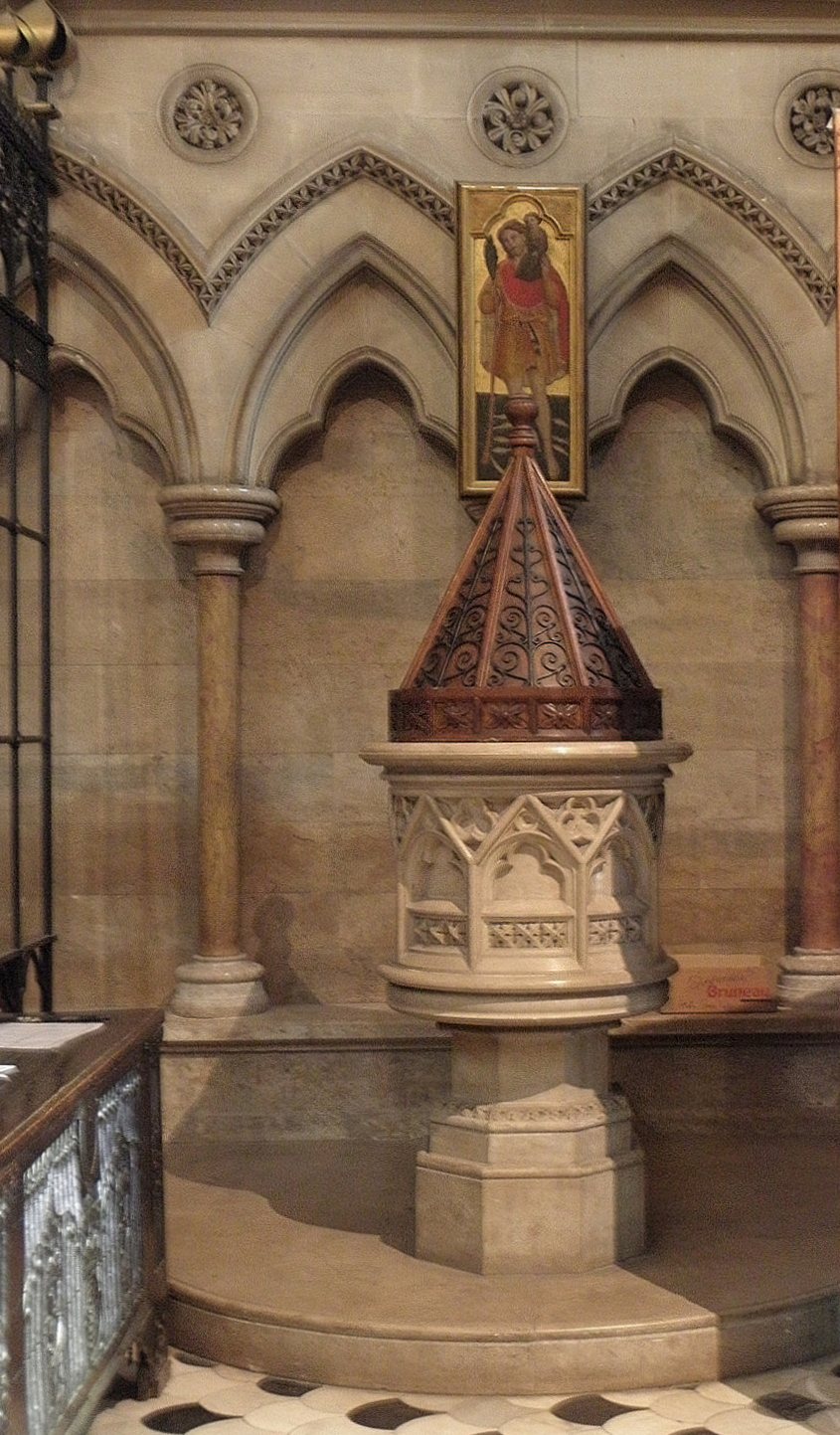
Il fonte battesimale
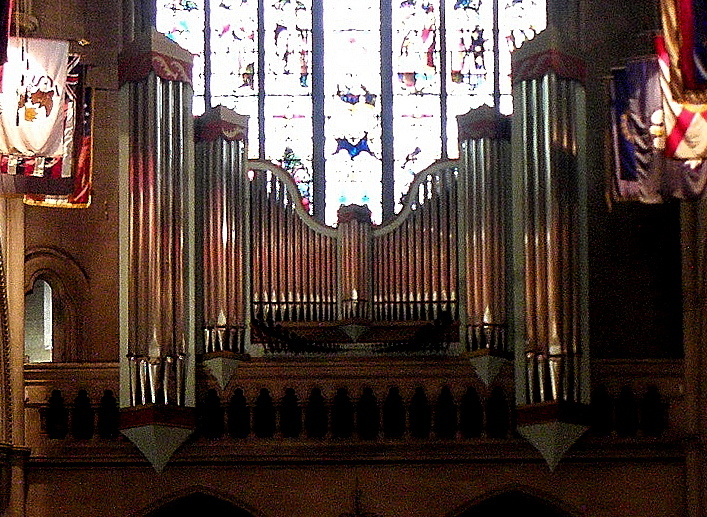
Corpo in controfacciata dell'organo